# Bryantella (batterio)
Bryantella è un genere di batterio appartenente alla famiglia delle Clostridiaceae.